# چین سیو-هو
چین سیو-هو (انگلیسی: Chin Siu-ho؛ زادهٔ ۲۶ ژانویهٔ ۱۹۶۳) بازیگر اهل هنگ کنگ است.
از فیلم‌ها یا برنامه‌های تلویزیونی که وی در آن نقش داشته است، می‌توان به استاد تای چی و مشت افسانه‌ای اشاره کرد.